# Décembre 1815
Cette page présente les faits marquants du mois de décembre 1815.

## Événements

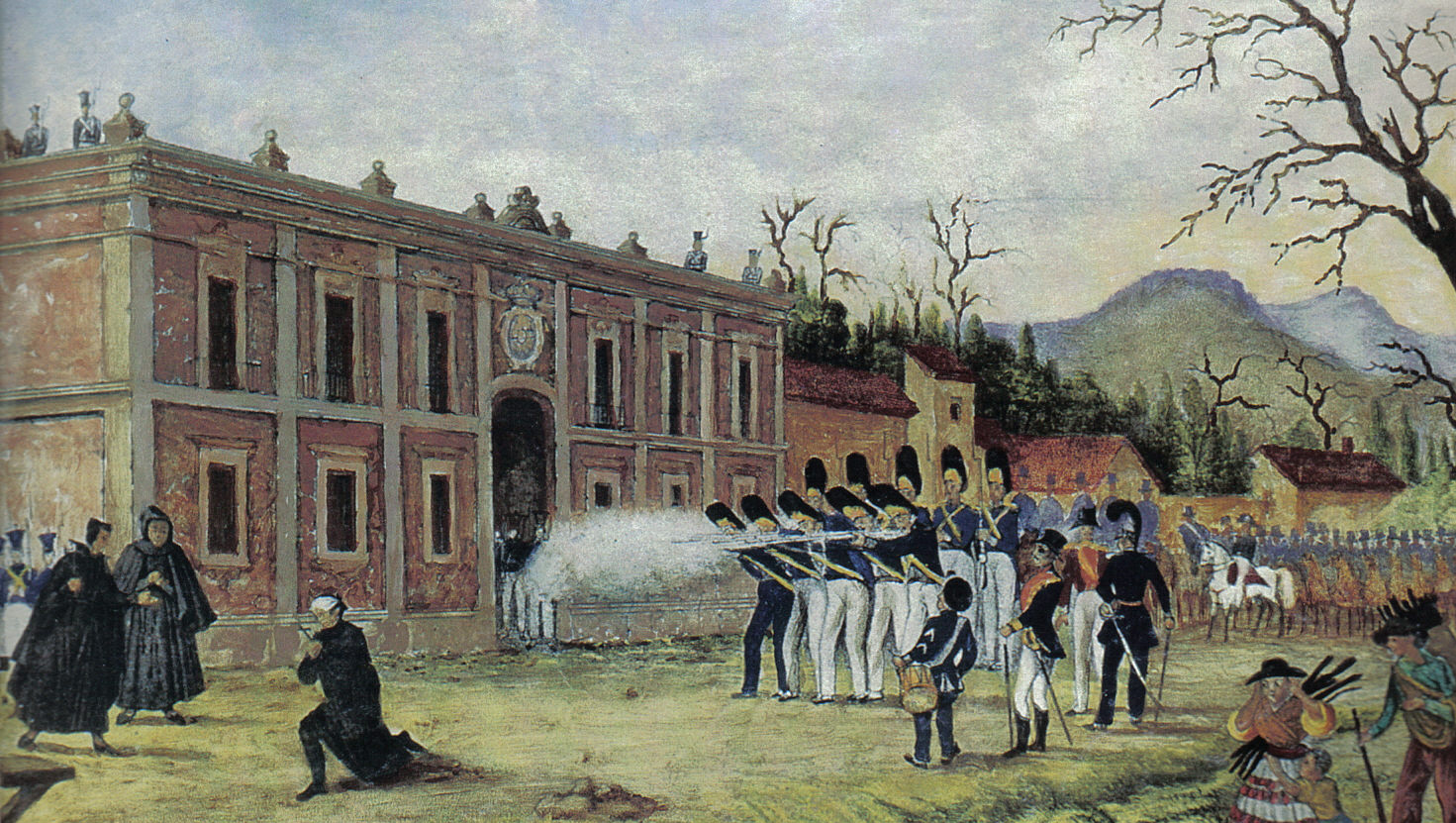
22 décembre : exécution de Morelos

- 9 décembre : Józef Zajączek est nommé gouverneur du Royaume du Congrès[1].
- 12 décembre : Konovnitsyne devient ministre de la Guerre en Russie (fin en 1819)[2].
- 16 décembre : décret fondant le Royaume-Uni du Portugal, des Algarves et du Brésil[3]. Le Portugal donne son indépendance au royaume du Brésil (1815-1822). Il conserve jusqu’en 1832 les monopoles du bois brésil et du diamant.
- 22 décembre : José Maria Morelos y Pavon, généralissime des forces insurgées de la révolution mexicaine de 1810 après la mort de Miguel Hidalgo y Costilla, est fusillé à San Cristobal Ecatepec. Les Espagnols, soutenus par les criollos (créoles), achèvent la reconquête du pays.

## Naissances
- 8 décembre : Adolph von Menzel, peintre allemand († 9 février 1905).
- 10 décembre : Ada Lovelace, pionnière britannique de l'informatique († 27 novembre 1852).
- 21 décembre : Mudder Cordes figure du folklore de Brême († 16 décembre 1905).

## Décès
- 6 décembre : Hippolyte-Victor Collet-Descotils (né en 1773), chimiste et minéralogiste français.
- 7 décembre : Michel Ney, Maréchal d'Empire, duc d'Elchingen, prince de la Moskowa, fusillé (° 1769)
- 19 décembre : Benjamin Smith Barton, botaniste américain (° 1766).
- 20 décembre : Pietro Cossali (né en 1748), mathématicien italien.
- 22 décembre : José Maria Morelos y Pavon, prêtre et insurgé mexicain.
- 25 décembre : Georges Michel Léopold Labbé de Waudré (né en 1766), général français de la Révolution et de l’Empire.
- 29 décembre : Sawtche, surnommée la Vénus Hottentote, esclave khoïkhoï (° 1789?)